# 관전도서관
관전도서관은 강원특별자치도 철원군에 있는 도서관이다.

## 연혁
- 2006.05.08 관전도서관 준공
- 2007.04.01 춘천YMCA 위탁운영
- 2012.12.01 철원군청 직영 전환
- 2013.04.28 도서관 관리프로그램 KOLASIII 도입

## 시설 현황
- 지상 1층: 어린이자료실(책놀이터), 종합자료실(책터), 열람실(스스로 배움터), 강의실(꿈터)

## 이용 안내
이용 시간
- 책놀이터: 매일 09:00~18:00
- 책터: 매일 09:00~18:00
- 스스로배움터: 평일 09:00~22:00, 주말 09:00~18:00

휴관일
- 매주 월요일
- 법정 공휴일